# Le Gall (marque)
Pour les articles homonymes, voir Le Gall.
La Maison Le Gall est une laiterie installée à Quimper, dans le Finistère depuis 1923. Cette entreprise est spécialisée dans la production de beurre et de crème fraîche qui représentent 90 % des ventes. Elle produit également du lait et des fromages. 

## Entreprise
Cette PME est une filiale de la fédération de PME Sill Entreprises qu’elle a rejoint en 1998 après avoir appartenu à la société française de transformation du lait Entremont Alliance. En 2019, elle compte 47 salariés.  

## Production
L’entreprise produit 5 mille tonnes de beurre de baratte et 2 millions de litres de crème fraîche par an. Sa production est en agriculture industrielle et en agriculture biologique, cette dernière représentant 45 % de sa production depuis les années 1990. Une partie de sa production est commercialisée sous la marque Grandeur nature. Cette même marque dépend de la Maison Le Gall ; les savoir-faire sont les mêmes.  
Alors que le beurre conventionnel se prépare en une heure, le beurre Le Gall est produit en 24 heures. Les beurres sont travaillés dans des tonneaux, appelés barattes après maturation des crèmes. L’entreprise produit des beurres pasteurisés et au lait cru, des beurres doux et demi-sel. 

## Localisation
L’intégralité du beurre est produit à Quimper tandis que le reste de la transformation peut-être délocalisée. Une partie de la production de lait est envoyée vers le site de Plouvien (siège de Sill Entreprises]) qui retraite le lait écrémé en lait UHT ou en lait en poudre. Le lait est collecté auprès de 70 éleveurs de proximité dans un rayon inférieur à 120km.